# Feliks Hladnik
Feliks Hladnik (Prevoje, Domžale, Slovenija, 27. srpnja 1915. – Zagreb, 17. srpnja 2002.), diplomirani ekonomist, svjetski putnik, fotograf, kolekcionar i planinar, živio je i radio u Zagrebu. 

## Životopis
Rođen je u mjestu Prevoje općine Domžale u Republici Sloveniji. Iako s hrvatskim državljanstvom, bio je sin slovenskih roditelja. Svoje najranije djetinjstvo proveo je u željezničkim kolonijama kojima je preko Istre doputovao u Zagreb. U toku života ženio se dva puta, te imao jednog sina i jednog unuka. Umro je u zagrebačkoj bolnici dana 17. srpnja 2002.
Za vrijeme života g. Hladnik radio je na relativno visoko pozicioniranim poslovima u Jugoslaviji vezanim uz turizam i graditeljstvo (Ingra), te je često putovao po svijetu. Razlog tome je bio rad u Turističkom savezu Hrvatske (TSZ; danas Institut za turizam) gdje je ujedno bio i urednik znanstveno-stručnog časopisa za turistička pitanja "Turizam" (ISSN 0494-2639) od 1960. do 1971. godine.

## Njegove zbirke s putovanja po svijetu
Kao kolekcionar, Hladnik je svako putovanje višestruko bilježio i arhivirao. Arhivirao je putovanja na dijapozitive (tada popularnim načinom arhiviranja, a danas kvalitetnim za izradu i fotografija na papiru visoke rezolucije). Putovanja je obilježavao i arhiviranjem razglednica koje danas imaju unikatnu i antiknu vrijednost. 
Na taj način su prikupljeni eksponati iz cijeloga svijeta (kipovi ljudi i životinja od raznog materijala, alatke, oružje i glazbeni instrumenti) koje je Hladnik pomno obilježavao s podacima od kuda i od kada eksponat potječe. Svi eksponati su tijekom njegovog života bili izloženi po zidovima i u vitrinama njegovog prebivališta u Bauerovoj ulici u Zagrebu. 
Hladnikova putovanja trajala su od nekoliko dana do par tjedana, zbog ljubavi prema avanturizmu i kolekcionarstvu obišao je skoro sve kontinente na Zemlji: 
- Europu,
- Aziju,
- Afriku,
- Sjevernu Ameriku
- Južnu Amriku, te
- Australiju.

Feliks Hladnik se sa svakog putovanja vraćao s pregršt fotografija, razglednica, te nekoliko karakterističnih znamenitosti iz lokalne kulture i umjetnosti.

### Planinarska aktivnost
Posjetio je planine Hrvatske, Slovenije, te mnoge druge na prostoru bivše Jugoslavije. Najbliža mu Medvednica najčešće je bila predmet njegovih planinarsko-rekreativnih pohoda u prirodu. Obišao je i Jaskanski planinarski put od 1. lipnja 1980. do 20. srpnja 1980. godine. Djelovao je i kroz planinarska društva u kojima je bio član (npr. Zagreb-Matica). 